# Calamaria albiventer
Calamaria albiventer е вид змия от семейство Смокообразни (Colubridae). Видът не е застрашен от изчезване.

## Разпространение и местообитание
Разпространен е в Индонезия (Суматра) и Малайзия (Западна Малайзия).
Обитава гористи местности и плата.

## Описание
Популацията на вида е стабилна.